# Эн, Карл

Карл-Маркс-Хоф в Вене

Карл Эн (нем. Karl Ehn; 1 ноября 1884, Вена — 26 июля 1959, Вена) — австрийский архитектор, один из видных представителей венского «общественного» строительного стиля.

## Жизнь и творчество
К. Эн родился в семье столяра. В 1899—1904 годах учился в государственной ремесленной школе, в 1904—1907 гг. — в Академии изобразительного искусства в Вене, у Отто Вагнера. Был самым талантливым из учеников Вагнера. В 1906 году удостоен премии Розенбаум, в следующем году — лауреат премий Гундель и Хагенмюллер.
С 1909 года и вплоть до ухода на пенсию в 1950 году работает в строительном управлении Вены. С 1924 года назначается на пост государственного советника по строительству. Построил в 20-е — начале 30-х годов XX века большое количество удобного и дешёвого «социального» жилья в рабочих кварталах Вены.
После прихода в Австрии к власти нацистов (1938) остался на своём посту, однако заказов на проектирование и строительство зданий более не получал. С 1944 года — старший советник по строительству, затем сенатский советник. Был убеждённым холостяком. Похоронен на Лайнцском кладбище в Вене.
Всего К. Эн построил в Вене почти 2800 зданий.

## Наиболее известные постройки
- Карл-Маркс-Хоф в Вене-Дёблинг (1927—1929)[4]
- Карл-Шёнейер-Хоф (1950—1952; его последний проект)
- Бебельхоф (1925—1926)
- семейное общежитие Санкт-Элизабет (1937)
- Свобода-хоф (1926)